# Amarabu
Amarabu is een bestuurslaag in het regentschap Simeulue van de provincie Atjeh, Indonesië. Amarabu telt 487 inwoners (volkstelling 2010).